# Варгашинский сельсовет
Варгашинский сельсове́т — упразднённые административно-территориальная единица и муниципальное образование со статусом сельского поселения в Варгашинском районе Курганской области Российской Федерации.
Административный центр — село Варгаши.

## История
В соответствии с Законом Курганской области от 6 июля 2004 года № 419 сельсовет наделён статусом сельского поселения.
Законом Курганской области от 18 января 2019 года N 2, Законом Курганской области от 18 января 2019 года N 2, Барашковский, Варгашинский, Лихачевский, Пичугинский, Поповский и Сычевский сельсоветы были упразднены, а их территории с 1 февраля 2019 года включены в состав Варгашинского поссовета.

## Население
| 1926 | 1989 | 2002 | 2010 | 2012 | 2013 | 2014 |
| ---- | ---- | ---- | ---- | ---- | ---- | ---- |
| 2256 | ↘728 | ↘601 | ↘527 | ↘514 | ↗519 | ↗521 |
| 2015 | 2016 | 2017 | 2018 | 2019 |      |      |
| ↘502 | ↗525 | ↘516 | ↘513 | ↘506 |      |      |

## Состав сельсовета
| № | Населённый пункт | Тип населённого пункта       | Население |
| - | ---------------- | ---------------------------- | --------- |
| 1 | Варгаши          | село, административный центр | ↘515      |
| 2 | Васильки         | деревня                      | ↘12       |